# Nymphopsis muscosa
Nymphopsis muscosa là một loài nhện biển trong họ Ammotheidae. Loài này thuộc chi Nymphopsis. Nymphopsis muscosa được miêu tả khoa học năm 1908 bởi Loman.